# 2052
- Wikisource

| Calendário gregoriano                                                        | 2052 MMLII                          |
| Ab urbe condita                                                              | 2805                                |
| Calendário arménio                                                           | 1502 – 1503                         |
| Calendário bahá'í                                                            | 208 – 209                           |
| Calendário budista                                                           | 2596                                |
| Calendário chinês                                                            | 4748 – 4749 Início a 1 de fevereiro |
| Calendário copta                                                             | 1768 – 1769                         |
| Calendário etíope                                                            | 2044 – 2045                         |
| Calendários hindus - Vikram Samvat - Calendário nacional indiano - Cáli Iuga | 2107 – 2108 1973 – 1974 5152 – 5153 |
| Calendário Holoceno                                                          | 12052                               |
| Calendário islâmico                                                          | 1475 – 1476                         |
| Calendário judaico                                                           | 5812 – 5813                         |
| Calendário persa                                                             | 1430 – 1431 Início a 20 de março    |
| Calendário rúnico                                                            | 2302                                |
| Calendário solar tailandês                                                   | 2595                                |

2052 (MMLII, na numeração romana) será um ano bissexto do século XXI que começará numa segunda-feira, segundo o calendário gregoriano. As suas letras dominicais serão GF. A terça-feira de Carnaval ocorrerá a 5 de março e o domingo de Páscoa a 21 de abril. Segundo o horóscopo chinês, será o ano do Macaco, começando a 1 de fevereiro.

| Evento                                                   | Data            | Hora  |
| -------------------------------------------------------- | --------------- | ----- |
| Aquário                                                  | 20 de janeiro   | 09:14 |
| Peixes                                                   | 18 de fevereiro | 23:13 |
| primavera no hemisfério norte e outono no hemisfério sul |                 |       |
| Carneiro/equinócio                                       | 19 de março     | 21:56 |
| Touro                                                    | 19 de abril     | 08:38 |
| Gémeos                                                   | 20 de maio      | 07:29 |
| verão no hemisfério norte e inverno no hemisfério Sul    |                 |       |
| Caranguejo/solstício                                     | 20 de junho     | 15:16 |
| Leão                                                     | 22 de julho     | 02:09 |
| Virgem                                                   | 22 de agosto    | 09:21 |
| Outono no Hemisfério Norte e Primavera no Hemisfério Sul |                 |       |
| Balança/equinócio                                        | 22 de setembro  | 07:15 |
| Escorpião                                                | 22 de outubro   | 16:55 |
| Sagitário                                                | 21 de novembro  | 14:46 |
| inverno no hemisfério norte e verão no hemisfério sul    |                 |       |
| Capricórnio/solstício                                    | 21 de dezembro  | 04:17 |

| UTC: Portugal Continental, Madeira, Guiné-Bissau e São Tomé e Príncipe Subtrair (-): 1 h nos Açores e Cabo Verde 2 h nas Ilhas oceânicas brasileiras 3 h em Brasília, em Goiás, na Amazônia Oriental Brasileira e no nordeste, sudeste e sul brasileiros 4 h na Amazônia Ocidental Brasileira, Mato Grosso e Mato Grosso do Sul 5 h no Acre e sudoeste do Amazonas Adicionar (+): 1 h em Angola e Guiné Equatorial 2 h em Moçambique 8 h em Macau 9 h em Timor-Leste. |
| Adicionar uma hora durante a vigência do horário de verão: Portugal Continental : De 31 de março a 27 de outubro de 2052 |

| Ano completo                            |
| --------------------------------------- |
| Ano bissexto com início à segunda-feira |

## Eventos esperados e previstos
- Ano do Macaco, segundo o Horóscopo chinês.

### Datas desconhecidas
- Realização dos Jogos Olímpicos de Verão de 2052.